# Roumanophones d'Ukraine
Les roumanophones d'Ukraine vivent principalement en Moldavie ukrainienne et constituent, après les Ukrainiens et les Russes, le troisième groupe ethnique d'Ukraine, comptant 409 608 personnes, soit 0,85% de la population de l'Ukraine, selon le recensement de 2001. Conformément à la législation en vigueur dans la plupart des États ex-soviétiques, dont l'Ukraine et la Moldavie, une distinction est faite entre roumanophones « roumains » et « moldaves » (voir le débat autour de l'identité moldave) et dès lors : 
- 150 989 roumanophones se sont déclarés « Roumains » (en roumain : Românii din Ucraina) répartis surtout dans les oblast de Tchernivtsi et de Transcarpatie ;
- 258 619 roumanophones se sont déclarés « Moldaves » (en roumain : Moldovenii din Ucraina) répartis surtout dans les oblast de Tchernivtsi et d'Odessa.

## Histoire
Les roumanophones qui se sont déclarés « Roumains » dans l'ouest de l'oblast de Tchernivtsi et en Transcarpatie sont pour la plupart respectivement des Bucoviniens et des Marmatiens dont les ancêtres ont été jusqu'en 1918 sujets austro-hongrois, qui ne sont devenus soviétiques et ukrainiens qu'en 1940-1945, et auxquels les autorités soviétiques n'ont pas, dans ces régions, dénié leur identité roumaine. Ceux qui se sont déclarés « Moldaves » dans l'est de l'oblast de Tchernivtsi, dans celui d'Odessa et en Podolie, ont en revanche des ancêtres Bessarabiens, originaires de la moitié orientale de l'ancienne Moldavie historique, devenue une province impériale russe en 1812, qui n'a fait partie de la Roumanie que pendant une vingtaine d'années entre les deux guerres mondiales, et que l'URSS a constitué en république socialiste soviétique de Moldavie en 1940 (tout en rattachant un tiers de ce territoire à la république socialiste soviétique d'Ukraine) ; ces roumanophones ont été élevés durant des générations dans l'idée qu'ils étaient des « Moldaves descendant des Volochovènes à moitié slaves, bien différents des Roumains ».
Les roumanophones d'Ukraine vivent sur un territoire bien plus vaste que la Moldavie moderne et que la principauté de Moldavie médiévale, car leurs ancêtres, fuyant le servage en Transylvanie et la captivité dans les territoires devenus turcs (Boudjak, Edisan, Podolie) se sont réfugiés plus au nord, sous la protection des Cosaques zaporogues dont ils sont devenus les vassaux, les paysans et les éleveurs, dans des territoires ukrainiens appartenant alors à la Pologne-Lituanie, sur les marges septentrionales de la steppe pontique aux riches terres noires. Ce processus a été favorisé par de riches aristocrates moldaves qui avaient en Ukraine de vastes domaines qu'ils souhaitaient développer, comme Georges Douca, Jérémie Movilă ou Pierre Movilă (connu en Ukraine comme Petro Mohyla, métropolite de Kiev et de Halytch).
Il semble d'ailleurs que dès le XIIe siècle, des roumanophones s'étaient déjà installés en Podolie, où, se mélangeant aux Ruthènes locaux, ils ont formé les populations Volochovènes qui tantôt servirent, tantôt se rebellèrent contre les princes de Galicie-Lodomérie régnant sur le bassin du Dniestr.

## Démographie

### Population selon les oblasts
| Oblast                   | Population | % du total de la population. | Rapport Moldaves-Roumains |
| ------------------------ | ---------- | ---------------------------- | ------------------------- |
| Oblast de Tchernivtsi    | 181 780    | 19,78%                       | 36,98 – 63,02%            |
| Oblast d'Odessa          | 124 475    | 5,07%                        | 99,42 – 0,58%             |
| Oblast de Transcarpatie  | 32 668     | 2,60%                        | 1,58 – 98,42%             |
| Oblast de Mykolaïv       | 13 333     | 1,05%                        | 98,78 – 1,22%             |
| Oblast de Kirovohrad     | 8 413      | 0,75%                        | 98,35 – 1,65%             |
| Oblast de Kherson        | 4 385      | 0,37%                        | 95,30 – 4,70%             |
| Crimée                   | 4 029      | 0,20%                        | 93,35 – 6,65%             |
| Oblast de Vinnytsia      | 3 076      | 0.17%                        | 95.71 – 4.29%             |
| Oblast de Poltava        | 2 657      | 0,16%                        | 96,42 – 3,58%             |
| Oblast de Donetsk        | 7 543      | 0,15%                        | 95,07 – 4,93%             |
| Oblast de Zaporijjia     | 2 680      | 0,14%                        | 92,39 – 7,61%             |
| Oblast de Dnipropetrovsk | 4 668      | 0,13%                        | 94,21 – 5,79%             |
| Oblast de Louhansk       | 3 373      | 0,13%                        | 96,41 – 3,59%             |
| Oblast de Tcherkassy     | 1 689      | 0,13%                        | 95,74 – 4,26%             |
| Oblast de Jytomyr        | 1 562      | 0,11%                        | 91,23 – 8,77%             |
| Oblast de Kharkiv        | 2 626      | 0,09%                        | 93,75 – 6,75%             |
| Oblast de Kiev           | 1 738      | 0,09%                        | 87,17 – 12,83%            |
| Ville de Kiev            | 2 130      | 0,08%                        | 90,47 – 9,53%             |
| Autres oblasts d'Ukraine | 6 783      |                              |                           |

## Culture
Les roumanophones d'Ukraine partagent des caractéristiques communes qui les rapprochent entre eux et les différencient des autres ethnies :
- une langue commune appartenant au diasystème roman de l'Est et appelée au choix « roumain » ou « moldave » selon les sources ;
- une culture commune : littérature orale, arts populaires, architecture, musique, gastronomie, folklore, croyances et légendes ;
- une tradition religieuse chrétienne commune, orthodoxe majoritaire (dont les paroisses sont rattachées au choix dans l'obédience des patriarcats orthodoxes de Moscou, de Kiev ou de Bucarest) et catholique de rite byzantin minoritaire.

## Roumanophones d'Ukraine connus
- Alexandru Averescu - militaire roumain
- Gheorghe Bușceanu - footballeur international ukrainien
- Oleg Danovski (ro) - danseur et chorégraphe roumain
- Alina Grosu - chanteuse ukrainienne
- Tatiana Guțu - gymnaste ukrainienne
- Nataliia Lupu - athlète ukrainienne
- Alexandre Marinesko - commandant de sous-marin soviétique
- Volodymyr Muntian - footballeur soviétique puis ukrainien
- Valeria Muntian épouse Faure - femme politique française
- Sofia Rotaru - chanteuse ukrainienne
- Lilia Săndulescu - chanteuse ukrainienne
- Eugen Tomac - homme politique roumain